# Kanton Senlis
Der Kanton Senlis ist seit 1790 ein französischer Wahlkreis im Arrondissement Senlis, im Département Oise und in der Region Hauts-de-France; sein Hauptort ist die gleichnamige Gemeinde Senlis.

## Gemeinden
Der Kanton besteht aus 14 Gemeinden mit insgesamt 33.274 Einwohnern (Stand: 1. Januar 2022) auf einer Gesamtfläche von 168,01 km²:
| Gemeinde              | Einwohner 1. Januar 2022 | Fläche km² | Dichte Einw./km² | Code INSEE | Postleitzahl |
| --------------------- | ------------------------ | ---------- | ---------------- | ---------- | ------------ |
| Aumont-en-Halatte     | 564                      | 6,83       | 83               | 60028      | 60300        |
| Avilly-Saint-Léonard  | 866                      | 11,96      | 72               | 60033      | 60300        |
| Chamant               | 1.037                    | 12,00      | 86               | 60138      | 60300        |
| Courteuil             | 578                      | 5,32       | 109              | 60170      | 60300        |
| Fleurines             | 1.927                    | 11,95      | 161              | 60238      | 60700        |
| La Chapelle-en-Serval | 3.109                    | 10,81      | 288              | 60142      | 60520        |
| Mont-l’Évêque         | 405                      | 14,18      | 29               | 60421      | 60300        |
| Mortefontaine         | 859                      | 15,29      | 56               | 60432      | 60128        |
| Orry-la-Ville         | 3.519                    | 12,10      | 291              | 60482      | 60560        |
| Plailly               | 1.791                    | 16,25      | 110              | 60494      | 60128        |
| Pontarmé              | 896                      | 13,24      | 68               | 60505      | 60520        |
| Senlis                | 15.238                   | 24,05      | 634              | 60612      | 60300        |
| Thiers-sur-Thève      | 1.086                    | 6,25       | 174              | 60631      | 60520        |
| Vineuil-Saint-Firmin  | 1.399                    | 7,78       | 180              | 60695      | 60500        |
| Kanton Senlis         | 33.274                   | 168,01     | 198              | 6020       | –            |

Bis zur Neuordnung bestand der Kanton Senlis aus den 17 Gemeinden Aumont-en-Halatte, Avilly-Saint-Léonard, Barbery, Chamant, La Chapelle-en-Serval, Courteuil, Montépilloy, Mont-l’Évêque, Mortefontaine, Ognon, Orry-la-Ville, Plailly, Pontarmé, Senlis, Thiers-sur-Thève, Villers-Saint-Frambourg und Vineuil-Saint-Firmin. Sein Zuschnitt entsprach einer Fläche von 184,06 km2. 